# Alexander Dmitrijewitsch Garnowski

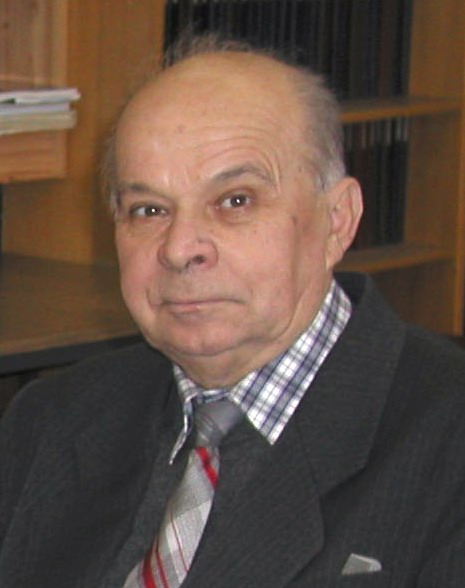
Alexander Dmitrijewitsch Garnowski (2009)

Alexander Dmitrijewitsch Garnowski (russisch Александр Дмитриевич Гарновский; * 30. August 1932 in Rostow am Don; † 9. Dezember 2010 ebenda) war ein russisch-sowjetischer Chemiker, Doktor der chemischen Wissenschaften und Professor.

## Biografie
Alexander Dmitrijewitsch Garnowski machte 1956 seinen Abschluss an der Chemischen Fakultät der Staatlichen Rostower Universität (SRU) und arbeitete dort von 1961 bis 1979. Seit 1974 war er Professor der Abteilung für Physikalische und Kolloidchemie der SRU. In den Jahren 1979 bis 1983 war er Leiter der Abteilung für Chemie des Rostow-Instituts für Agrartechnik (Staatliche Technische Universität des Dongebiets). Seit 1983 war er Leiter der Abteilung für Chemie der Koordinationsverbindungen des Forschungsinstituts für Physikalische und Organische Chemie der SRU.
Garnowski war ein Spezialist auf dem Gebiet der Chemie von heterocyclischen und Koordinationsverbindungen. Er entwickelte originale Techniken zur Herstellung einer Reihe von Azomethin- und Azolverbindungen, stereo- und regioselektive Synthese ihrer Komplexe mit verschiedenen Metallen. Des Weiteren formulierte er die Regeln der nukleophilen und elektrophilen Substitution in einer Reihe von Imidazolderivaten. Er formulierte und begründete auch die Gesetze der kompetitiven Koordination von mehrdeutigen Chelatliganden. Er führte eine Reihe von Studien zur tribochemischen Synthese von Koordinationsverbindungen durch.
Garnowski war Mitglied der Redaktion des Journal of Coordination Chemistry und verfasste mehr als 800 wissenschaftlichen Arbeiten, 11 Monographien, 30 Patente in der UdSSR und 3 Patente in der Russischen Föderation. Heute ist er einer der meistzitierten Chemiker in Russland.
Der Staatspreis der UdSSR wurde ihm 1989 und der Lew-Tschugajew-Preis (Russische Akademie der Wissenschaften) 2003 verliehen, 1997 wurde er mit dem Titel Verdienter Wissenschaftler der Russischen Föderation geehrt. Des Weiteren war er von 1992 ein Mitglied der Russischen Akademie der Naturwissenschaften und wurde 2002 zum Ehrenarbeiter der Fachhochschule in der Russischen Föderation ernannt.